# Parafia Przemienienia Pańskiego w Lublinie
Parafia katedralna Przemienienia Pańskiego – parafia prawosławna w Lublinie, w dekanacie Lublin diecezji lubelsko-chełmskiej.
Na terenie parafii funkcjonują 3 cerkwie:
- sobór Przemienienia Pańskiego w Lublinie – parafialna i jednocześnie katedralna
- cerkiew Świętych Niewiast Niosących Wonności w Lublinie – cmentarna
- cerkiew Świętych Kosmy i Damiana w Kolechowicach – filialna

## Historia
Początki prawosławia na Lubelszczyźnie sięgają początków XIII w. W 1205 utworzono biskupstwo w Uhrowsku (dzisiejszym Uhrusku), które w 1240 przeniesiono do Chełma (inne źródła wspomninają o istnieniu prawosławnego biskupstwa chełmskiego już w 1072). Pod koniec XIV w. na polecenie króla Władysława Jagiełły zbudowano na Zamku w Lublinie kaplicę Świętej Trójcy ozdobioną w 1418 freskami w stylu bizantyjsko-ruskim. Chełmski biskup unicki Filip Felicjan Szumborski (żyjący w XIX w.) wspomina o istnieniu w 1447 o cerkwi Spasa (Przemienienia Pańskiego) przy Słomianym Rynku w Lublinie, ufundowanej przez księżną kijowską Marię Iwanowną. W piśmie metropolity kijowskiego Michała Rahozy do bractwa lubelskiego jest podana dokładna lokalizacja cerkwi – „na Czwartku, na górze przy gościńcu Litewskim i Ruskim”.
Zawarcie unii brzeskiej (1596) spotkało się ze znacznym sprzeciwem większości lubelskich prawosławnych. Istotną rolę w walce o prawa ludności prawosławnej i podtrzymywaniu oporu przeciwko narzucanej siłą unii odgrywały bractwa cerkiewne.
W marcu 1633, na sejmie koronacyjnym w Krakowie, nowo wybrany król Władysław IV, wydał szereg korzystnych przywilejów dla Cerkwi prawosławnej, z których dwa dotyczyły bezpośrednio wspólnoty lubelskiej (wyłączenie parafii spod jurysdykcji unickiego biskupa chełmskiego i zagwarantowanie osobistej opieki nad lubelską cerkwią). Właśnie w tym czasie, zatwierdzony przez króla metropolita kijowski Piotr Mohyła, w drodze z Krakowa do Kijowa, zajechał do Lublina i 15 marca 1633 wyświęcił nowo zbudowaną cerkiew Przemienienia Pańskiego. Jednak już w 1635 świątynia została zajęta przez unitów. Po wybuchu powstania pod wodzą Bohdana Chmielnickiego, na mocy ugody zborowskiej cerkiew w 1650 wróciła do prawosławnych, lecz już w następnym roku świątynię ponownie zajęli unici. Podobne wydarzenia miały miejsce w 1655. Dopiero w 1658, w myśl postanowień ugody hadziackiej, cerkiew została odzyskana przez prawosławnych. Unici po raz kolejny przejęli świątynię w 1695, kiedy to parafia lubelska oficjalnie przyjęła postanowienia unii. Część wiernych jednak nadal praktykowała prawosławie (bractwo cerkiewne prawdopodobnie istniało jeszcze w 1752).
W 1785 w Lublinie pojawili się nowi wyznawcy prawosławia – kupcy greccy, którzy otrzymali od króla Stanisława Augusta pozwolenie na budowę cerkwi (pod wezwaniem Narodzenia Bogurodzicy) przy ulicy Zielonej (obecnie jest to rzymskokatolicki kościół św. Jozafata). Do nowo powstałej parafii dołączyli zamieszkujący Lublin Rusini.
Po III rozbiorze Polski (1795), sytuacja prawosławnych i unitów w Lublinie – mimo zmian przynależności państwowej (Cesarstwo Austriackie, Księstwo Warszawskie, zależne od Rosji Królestwo Polskie) – przez kilkadziesiąt lat nie uległa zasadniczym zmianom. Dopiero po powstaniu styczniowym władze carskie postanowiły zlikwidować unicką diecezję chełmską. Rozpoczęto usuwanie wpływów łacińskich z obrzędowości i wystroju świątyń; pomocni w realizacji tych planów mieli być duchowni uniccy sprowadzani z Galicji, gdzie procesy latynizacyjne przebiegały o wiele wolniej (proboszczem lubelskiej parafii został w 1868 pochodzący z okolic Lwowa ks. Mikołaj Kolenkowski). W końcu lat 60. XIX w. przeprowadzono remont cerkwi Przemienienia Pańskiego, usuwając z niej elementy charakterystyczne dla obrzędowości katolickiej. 11 maja 1875 parafia Przemienienia Pańskiego w Lublinie (licząca wówczas około 80 osób) została włączona do nowo powstałej eparchii chełmsko-warszawskiej (w miejsce eparchii warszawsko-nowogieorgijewskiej) Rosyjskiego Kościoła Prawosławnego.

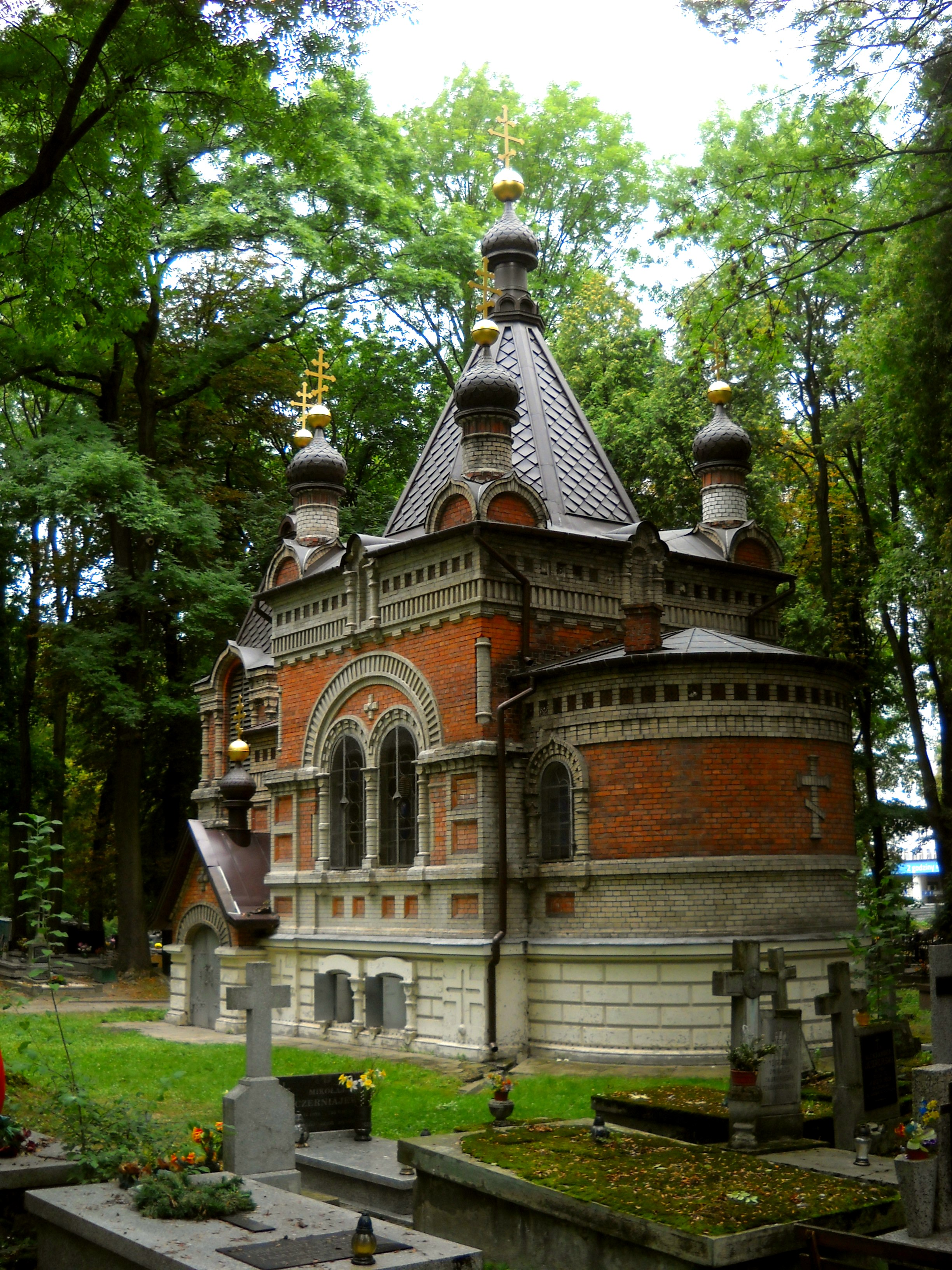
Cerkiew cmentarna Świętych Niewiast Niosących Wonności w Lublinie

W latach 1873–1876 na placu Litewskim wzniesiono sobór Podwyższenia Krzyża Pańskiego, który stał się konkatedrą eparchii (odtąd wikariusz eparchii nosił tytuł biskupa lubelskiego). W latach 1902–1903 na cmentarzu przy ulicy Lipowej zbudowano cerkiew Świętych Niewiast Niosących Wonności (ufundowaną przez prezesa Izby Skarbowej w Lublinie Andrieja Diejkuna). W 1904 przy rogatce warszawskiej wzniesiono cerkiew wojskową („pułkową”). Oprócz wymienionych świątyń, w okresie przed I wojną światową istniały w Lublinie jeszcze dwie kaplice prawosławne – więzienna (na Zamku) i szpitalna.
W latach 1915–1919 nastąpiła przerwa w działalności parafii, wskutek udania się ludności prawosławnej na bieżeństwo.
Po odzyskaniu niepodległości przez Polskę prawosławni w Lublinie stracili większość świątyń, a także jeden z cmentarzy. W soborze Podwyższenia Krzyża Pańskiego urządzono rzymskokatolicki kościół garnizonowy, ale już w latach 1924–1925 obiekt rozebrano (obecnie w tym miejscu znajduje się fontanna). Cerkiew „pułkowa” (w Alejach Racławickich) została w latach 1928–1929 przebudowana i obecnie służy jako kościół rzymskokatolicki Niepokalanego Poczęcia Najświętszej Maryi Panny. Zbudowaną jeszcze w XVIII w. na potrzeby społeczności greckiej cerkiew Narodzenia Bogurodzicy przekazano katolickiemu Instytutowi Misyjnemu (propagującemu neounię) i przemianowano na kościół św. Jozafata. Prawosławnym pozostawiono tylko dwie cerkwie: Przemienienia Pańskiego (dzisiejszy sobór katedralny) i Świętych Niewiast Niosących Wonności (cmentarną). Władze państwowe początkowo planowały dołączyć wiernych z Lublina do parafii w Chełmie, ostatecznie jednak zgodziły się na reaktywację lubelskiej parafii. W okresie międzywojennym parafia liczyła około 500 wiernych. Wchodziła w skład diecezji warszawsko-chełmskiej Polskiego Autokefalicznego Kościoła Prawosławnego.
W czasie II wojny światowej parafia została włączona do diecezji chełmsko-podlaskiej Autokefalicznego Kościoła Prawosławnego w Generalnej Guberni. W znajdującym się na obrzeżach miasta obozie koncentracyjnym na Majdanku, wśród ofiar było także tysiące prawosławnych (w znacznej mierze żołnierzy Armii Czerwonej). Proboszcz parafii, ks. Jakub Kostecki (przewodniczący miejscowego Ukraińskiego Komitetu Pomocy) został w 1943 zmuszony do opuszczenia Lublina.
W pierwszych latach powojennych dzięki wysiłkom proboszcza, ks. Aleksego Baranowa nastąpiło uporządkowanie spraw majątkowych parafii.
W latach 1951–1989 parafia należała do diecezji warszawsko-bielskiej Polskiego Autokefalicznego Kościoła Prawosławnego. W marcu 1989 restytuowano diecezję lubelsko-chełmską. 17 maja 1989 w cerkwi parafialnej miał miejsce uroczysty ingres nowo wyświęconego biskupa Abla; tym samym świątynia została podniesiona do rangi soboru katedralnego.
Na początku XXI w. parafia liczyła około 1000 wiernych – głównie Ukraińców, Rosjan, Białorusinów i Polaków. W 2003 przy ulicy Gustawa Dolińskiego zbudowano cerkiew Podwyższenia Krzyża Pańskiego, której budynek jest częścią Prawosławnego Domu Opieki. W 2006 cerkiew ta została siedzibą nowej parafii (św. Piotra Mohyły), erygowanej z myślą o ukraińskojęzycznej prawosławnej społeczności Lublina.

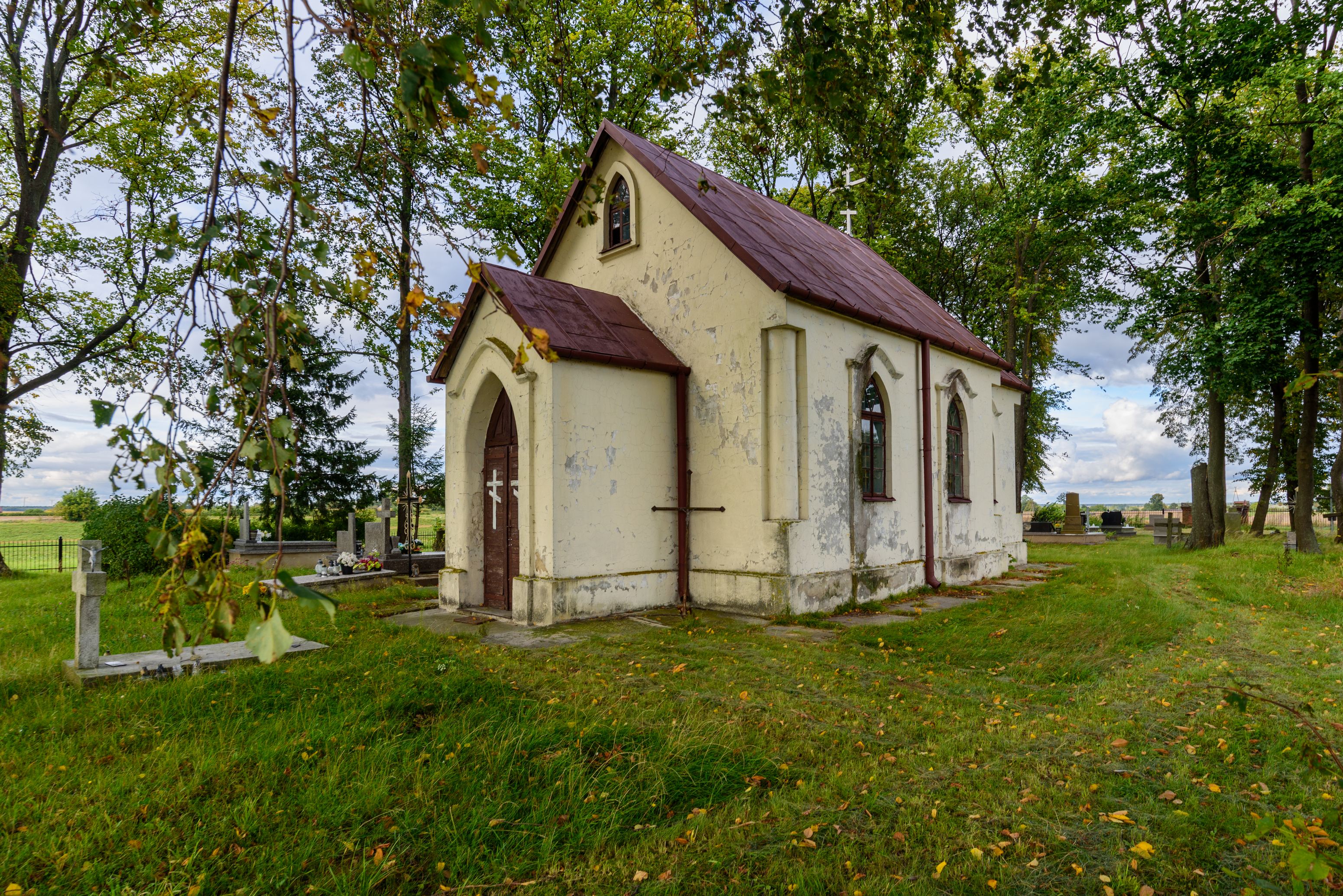
Cerkiew Świętych Kosmy i Damiana w Kolechowicach

Pod opieką duchowieństwa parafii Przemienienia Pańskiego w Lublinie pozostaje filia w Kolechowicach oraz parafia św. Mikołaja w Dratowie.

## Wykaz proboszczów
- 1868–? – ks. Mikołaj Kolenkowski
- ?–1943 – ks. Jakub Kostecki
- 1945–1961 – ks. Aleksy Baranow
- 1979–1991 – ks. Bazyli Roszczenko
- 1991–1994 – ks. Aleksy Andrejuk
- 1994–1996 – ks. Sławomir Chwojko
- – ks. Andrzej Łoś (obecnie)